# Intira Charoenpura
Intira Charoenpura, (อินทิรา เจริญปุระ), nota anche con lo pseudonimo di Sine Jaroenpura (ทราย เจริญปุระ) (Bangkok, 23 dicembre 1980), è un'attrice e cantante thailandese, conosciuta principalmente per la sua interpretazione nel film horror Nang Nak (1999).

## Filmografia

### Cinema
- Nang Nak (1999)
- Bangkok, senza ritorno (Brokedown Palace, 1999)
- The Unborn, regia di Bhandit Thongdee (2003)
- Six (2004)
- King Naresuan (2007)
- Sumolah (2007)
- House (2007)